# Нахль-э-Таки
Нахль-э-Таки́, или Нахль-Таки́, или Нахль-и-Таки́, или Махль-и-Таки́, или Нахль-Такки́, или Таги́ (перс. نخل تقی‎) — небольшой город на юге Ирана, в провинции Бушир. Входит в состав шахрестана  Кенган. На 2006 год население составляло 7 818 человек.

## География
Город находится в южной части Бушира, на равнине Гермсир, на побережье Персидского залива.
Нахль-э-Таки расположен на расстоянии приблизительно 235 километров к юго-востоку от Бушира, административного центра провинции и на расстоянии 910 километров к югу от Тегерана, столицы страны.